# Profeta Isaia (Raffaello)

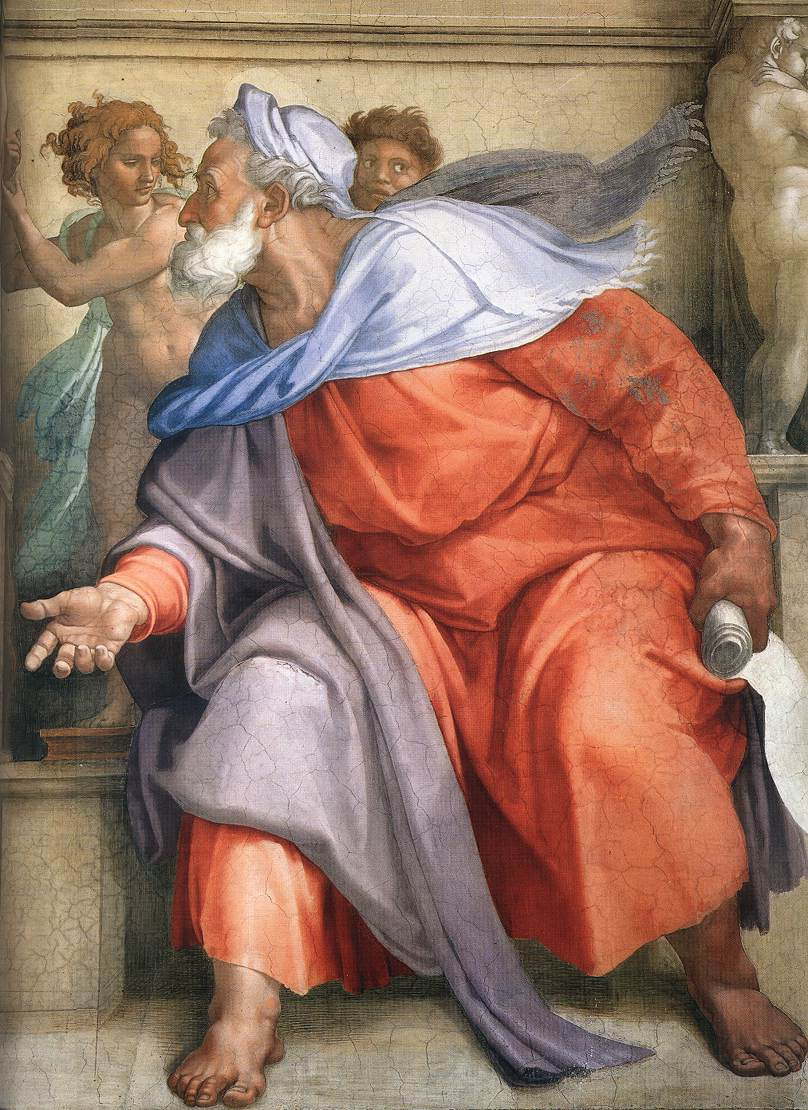
Michelangelo, Ezechiele, Roma, Cappella Sistina.

Il Profeta Isaia è un affresco (250x155 cm) di Raffaello Sanzio, databile al 1511-1512 e conservato nella Basilica di Sant'Agostino in Campo Marzio a Roma.

## Storia
L'affresco venne commissionato dal protonotaro apostolico lussemburghese Johan Goritz (italianizzato in Giovanni Coricio), in un momento in cui la popolarità del Sanzio, ormai a Roma da tre-quattro anni, godeva di un primo picco dopo il completamento della Stanza della Segnatura. Come ricorda il Vasari nelle Vite, l'opera dovette essere completata tra il 1511 e il 1512, poco dopo il termine degli affreschi di Michelangelo Buonarroti alla volta della Cappella Sistina: Raffaello rifece i propri studi proprio per cercare di emulare il vigore dei Profeti michelangioleschi. 
Pare che il Goritz ebbe modo di parlare con Michelangelo del prezzo pagato per l'affresco di Raffaello, da lui giudicato esorbitante. Il Buonarroti allora, dimostrando di aver apprezzato l'omaggio del Sanzio, avrebbe risposto che «Solo il ginocchio vale il suo prezzo». Le gambe di Isaia sembrano per altro riecheggiate nel Mosè, che il Buonarroti avviò circa un anno dopo. 
L'affresco subì sorti alterne. Il Celio (Pitture... in Roma, 1638) ricorda come un sagrestano lo "lavò" rendendo necessario un restauro di Daniele da Volterra. Con l'ultimo restauro del 1960 si sono asportate antiche ridipinture a olio e rielaborazioni a tempera e acquarello del XIX secolo. 
Se ne conoscono varie copie: una eseguita per il cardinale Federico Borromeo nella Pinacoteca Ambrosiana a Milano, una nella Galleria del Belvedere di Vienna attribuita ad Annibale Carracci e una assegnabile a Giovan Battista Casanova a Dresda. Una replica frammentaria del Putto reggifestone di sinistra, da alcuni attribuita a Raffaello stesso, è conservata nella Galleria dell'Accademia di San Luca a Roma.

## Descrizione e stile
L'opera si trova sul terzo pilastro sinistro della navata maggiore. Isaia è raffigurato in trono fra due putti che reggono una targa sulla sua testa e un festone. In essa si legge la dedica in greco
ΑΝΝΗ ΠΑΡΘΕΝΟΤΟΚΩ
ΠΑΡΘΕΝΙΚΗ ΘΕΟΤΟΚΩ
Κ[ΑΙ] ΛΥΤΡΩΤΗ ΧΡΙΣΤΩ
ΙΩ[ΑΝΝΗΣ] ΚΟΡ[ΙΣΙΥΣ]
"A sant'Anna, madre della Vergine, alla santa Vergine, madre di Dio, a Gesù Salvatore, Giovanni Goritius". Davanti all'affresco raffaellesco era infatti prevista la collocazione del gruppo scultoreo con Sant'Anna, la Vergine e il Bambino di Andrea Sansovino: sant'Anna era infatti la protettrice del committente.
Sulla pergamena srotolata dal profeta si legge invece in caratteri ebraici un passo dal Libro di Isaia: "Aprite le porte onde il popolo che crede entri" (XXVI, 2). 
L'opera è la più michelangiolesca di Raffaello, affine soprattutto all'imponente figura del Profeta Ezechiele della Cappella Sistina, pare un esercizio nello stile del collega, all'insegna dell'indagine dei suoi principi compositivi. 
Un vento spirituale gonfia il panneggio del profeta, che si volge verso sinistra torcendo il busto, mentre con un gesto solenne tende un braccio scoperto per stendere la pergamena, rivolta a destra. Le gambe sono scorciate in avanti, con una muscolatura possente e carica di energia trattenuta. I panneggi in colori accesi e cangianti, con la tunica blu e il manto giallo dorato sulla gamba e le spalle, oltre al velo rossastro sulla testa, accentuano gli effetti plastici. Per accentuare il contrasto invece, lo scranno marmoreo su cui il profeta siede è appena accennato e piatto, puramente disegnativo. Rispetto al modello michelangiolesco però l'opera di Raffaello mantiene comunque una misura composta, soprattutto nel volto tutto sommato giovane e dolce, un po' vacuo e malinconico, del profeta.